# المقلدون (رواية)
المقلدون The Mimic Men هي رواية للكاتب البريطاني الحائزة على جائزة نوبل فيديادر سوراجبراساد نيبول، نشرت عام 1967، لأول مرة عن دار نشر أندريه دويتش.
 ولد الكاتب في شاغواناس،(قرب مرفأ اسبانيا في ترينيداد).
ولد في 17 أغسطس عام 1932. وتوفي في 11 أغسطس عام 2018. تزوج من نادره نيبول.
وحاز على جوائز منها: جائزه بوكر، جائزه نوبل في الادب، جائزه القدس لحريه الفرد في المجتمع